# Alexander Comisso
Alexander Comisso (* 21. srpna 1959 Poprad) je bývalý slovenský fotbalista, záložník. Po skončení aktivní kariéry působí jako trenér mládeže.

## Fotbalová kariéra
V československé lize hrál za Tatran Prešov a Slavii Praha. Dále hrál i za Slavoj Trebišov a na vojně za VTJ Tábor. V československé lize dal 1 gól. Hrál za reprezentaci do 18 a do 21 let.

## Ligová bilance
| Ročník                                      | Zápasy | Góly | Klub            |
| ------------------------------------------- | ------ | ---- | --------------- |
| 1. československá fotbalová liga 1978/79    | 21     | 0    | Tatran Prešov   |
| 1. slovenská národní fotbalová liga 1979/80 | –      | –    | Tatran Prešov   |
| 1. československá fotbalová liga 1980/81    | 14     | 0    | Tatran Prešov   |
| 1. slovenská národní fotbalová liga 1981/82 | 30     | 4    | Slavoj Trebišov |
| 1. slovenská národní fotbalová liga 1982/83 | 18     | 2    | Slavoj Trebišov |
| 1. slovenská národní fotbalová liga 1983/84 | 29     | 1    | Slavoj Trebišov |
| Česká národní fotbalová liga 1984/85        | 24     | 0    | VTJ Tábor       |
| 1. československá fotbalová liga 1985/86    | 14     | 1    | Slavia Praha    |
| 1. slovenská národní fotbalová liga 1986/87 | 28     | 1    | Slavoj Trebišov |
| 1. slovenská národní fotbalová liga 1987/88 | 20     | 2    | Slavoj Trebišov |
| 1. slovenská národní fotbalová liga 1988/89 | 14     | 0    | Slavoj Trebišov |
| CELKEM I. LIGA                              | 49     | 1    |                 |